# Gianni Di Gregorio
Gianni Di Gregorio (Roma, 19 febbraio 1949) è un attore, regista e sceneggiatore italiano.

## Biografia
Ha curato la sceneggiatura di numerosi film, contribuendo anche nel ruolo di attore e regista del film Pranzo di ferragosto, per cui ai David di Donatello 2009 ha ottenuto il David di Donatello per il miglior regista esordiente e nella stessa edizione anche il premio come migliore sceneggiatura per il film  Gomorra.
Tra le sue sceneggiature più popolari: Gomorra, Gianni e le donne, Sembra morto... ma è solo svenuto e Stazione di servizio.

## Filmografia

### Regista e sceneggiatore
- Pranzo di ferragosto (2008)
- Gianni e le donne (2011)
- Buoni a nulla (2014)
- Lontano lontano (2019)
- Astolfo (2022)
- Come Ti Muovi, Sbagli  (2025)

### Sceneggiatore

#### Cinema
- Giovanni Senzapensieri, regia di Marco Colli (1986)
- Sembra morto... ma è solo svenuto, regia di Felice Farina (1986)
- Affetti speciali, regia di Felice Farina (1989)
- Naufraghi sotto costa, regia di Marco Colli (1992)
- W la scimmia, regia di Marco Colli (2002)
- Gomorra, regia di Matteo Garrone (2008)

#### Televisione
- Stazione di servizio – serie TV (1989)

### Attore

#### Cinema
- Ospiti, regia di Matteo Garrone (1998)
- Estate romana, regia di Matteo Garrone (2000) – non accreditato
- La stanza del figlio, regia di Nanni Moretti (2001)
- Pranzo di ferragosto (2008)
- Gianni e le donne (2011)
- Buoni a nulla (2014)
- Lontano lontano (2019)
- Siccità, regìa di Paolo Virzì (2022)
- Astolfo (2022)

#### Televisione
- Riso in Bianco: Nanni Moretti atleta di se stesso, regia di Marco Colli – film TV (1984)

## Premi e riconoscimenti
- David di Donatello
  - 2009 - Miglior regista esordiente per Pranzo di ferragosto
  - 2009 - Migliore sceneggiatura per Gomorra
  - 2021 - Migliore sceneggiatura adattata per Lontano lontano
  - 2023 - Candidatura alla miglior sceneggiatura originale per Astolfo
- Ciak d'oro[1]
  - 2009 - Migliore opera prima per Pranzo di ferragosto
  - 2009 - Migliore sceneggiatura per Gomorra
- Premio Sergio Amidei
  - 2020 - Miglior sceneggiatura cinematografica a Lontano lontano